# Peter Zacher (Musikwissenschaftler)
Peter Zacher (* 10. November 1939 in Glauchau; † 1. Februar 2014 in Dresden) war ein deutscher Musikwissenschaftler und Journalist.

## Leben
Zacher absolvierte sein Abitur in Glauchau. Er studierte von 1957 bis 1960 Evangelische Theologie und Musikwissenschaft an der Universität Leipzig. 1960 zog er nach Dresden und begann ein Studium der Messtechnik an der Technischen Universität Dresden.
Nach dem Studium 1965 war er als Dolmetscher und Englisch-Übersetzer im technisch-naturwissenschaftlichen Bereich tätig. 1980 lernte er den Komponisten Mikis Theodorakis kennen. Er setzte sich in den nächsten vier Jahren für insgesamt sieben Uraufführungen des Komponisten in der DDR ein. Ab 1980 schrieb er als Kulturjournalist für Zeitungen wie Die Union und Dresdner Neueste Nachrichten. Er verfasste Programmhefte für mehrere Musikfestivals wie für die Salzburger Festspiele. Er arbeitete an einem Konzertmusikführer mit, der beim Harenberg Verlag erschien.
Von 1965 bis 1990 war er Mitglied der CDU (DDR). Von 1989 bis 1990 war er Berater der Gruppe 20. Für Bündnis 90/Die Grünen gehörte Zacher 1990 bis 1994 der Dresdner Stadtverordnetenversammlung und 1998 bis 2004 dem Dresdner Stadtrat an. Zeitweise war er dort Vorsitzender des Kulturausschusses.